# No Limit (singolo)
No Limit è un brano musicale del duo 2 Unlimited, dei Paesi Bassi, scritto da Anita Dels, Phil Wilde, Jean-Paul De Coster e Raymond Lothar Slijngaard. È stato estratto come singolo dall'album No Limits e pubblicato per l'etichetta discografica PWL il 18 gennaio 1993. Singolo dalla rilevanza mondiale, ne sono stati realizzati svariati remix e cover.

## Tracce e formati
1993
7" single
1. "No Limit" (3:28)
2. "No Limit" (No Rap Version) (3:15)

CD single
1. "No Limit" (Radio Edit No Rap) (3:08)
2. "No Limit" (Radio Edit Rap) (3:30)

7" single
1. "No Limit" (3:15)
2. "No Limit" (Rio & Le Jean Remix) (3:53)

CD maxi
1. "No Limit" (Radio Edit) (3:15)
2. "No Limit" (Extended Mix) (5:40)
3. "No Limit" (Automatic Remix) (4:54)
4. "No Limit" (Rio & Le Jean Remix) (3:53)
5. "No Limit" (Automatic Breakbeat Remix) (4:45)

12" maxi
1. "No Limit" (Extended) (5:44)
2. "No Limit" (Extended Rap) (5:55)
3. "No Limit" (Rio & Le Jean Remix) (4:56)

CD maxi
1. "No Limit" (Radio Edit No Rap) (3:08)
2. "No Limit" (Extended No Rap) (5:44)
3. "No Limit" (Extended Rap) (5:55)
4. "No Limit" (Rio & Le Jean Version) (3:57)

12" maxi (Italian pressing)
1. "No Limit" (Extended No Rap 2) (5:55)
2. "No Limit" (Extended Rap) (5:55)
3. "No Limit" (Rio & Le Jean Remix) (4:56)
4. "No Limit" (Automatic Remix) (4:54)
5. "No Limit" (Automatic Breakbeat Remix) (4:45)
6. "No Limit" (Radio Rap Edit) (3:30)

Cassette
1. "No Limit"
2. "No Limit" (Automatic Breakbeat Remix)
3. "No Limit"
4. "No Limit" (Automatic Breakbeat Remix)

2000 release
CD maxi
1. "No Limit" (Starfighter Remix Edit) (3:15)
2. "No Limit" (Starfighter Remix) (7:55)
3. "No Limit" (Push's Trancendental Rmx) (8:26)
4. "No Limit" (Moon Project Remix) (7:43)
5. "No Limit" (Razzor & Guido Remix Dub) (10:38)

CD single
1. "No Limit" (Moon Project Edit) (3:50)
2. "No Limit" (Starfighter Remix Edit) (3:15)

12" single
1. "No Limit" (Starfighter Remix) (7:55)
2. "No Limit" (Razor & Guido Dub) (10:38)
3. "No Limit" (Push's Trancendental Remix) (8:26)
4. "No Limit" (Moon Project Remix) (7:43)

## Classifiche
| Classifica (1993)                  | Posizione raggiunta |
| ---------------------------------- | ------------------- |
| Australian Singles Chart           | 7                   |
| Austrian Singles Chart             | 1                   |
| Billboard Canadian Singles Chart   | 1                   |
| Czech Singles Chart                | 1                   |
| Danish Singles Chart               | 1                   |
| Dutch Singles Chart                | 1                   |
| Finnish Singles Chart              | 1                   |
| French SNEP Singles Chart          | 1                   |
| German Singles Chart               | 2                   |
| Greek Singles Chart                | 1                   |
| Irish Singles Chart                | 1                   |
| Italian Singles Chart              | 1                   |
| New Zealand Singles Chart          | 40                  |
| Norwegian Singles Chart            | 1                   |
| Slovakian Singles Chart            | 1                   |
| Spanish Singles Chart              | 1                   |
| Swedish Singles Chart              | 1                   |
| Swiss Singles Chart                | 1                   |
| UK Airplay Chart                   | 22                  |
| Official Singles Chart             | 1                   |
| U.S. Billboard Hot Dance Club Play | 21                  |

## Cover

### Versione dei beFour
Di No Limit è stata realizzata una cover dal gruppo musicale tedesco beFour, inserita nel loro quarto album Friends 4 Ever e estratta come primo singolo dallo stesso, il 16 gennaio 2009 per l'etichetta discografica Universal nei paesi in lingua tedesca.

### Tracce e formati
CD-Maxi (Universal 06025 1797132 (UMG) / EAN 0602517971325)
1. No Limit (Single version) – 3:25
2. No Limit (Remix) - 3:41
3. All Around the Planet - 3:53
4. No Limit (Video)- 3:25

Digital download
1. No Limit (Single version) – 3:25
2. No Limit (Remix) - 3:41
3. All Around the Planet - 3:53

### Classifiche
| Classifiche | Posizione raggiunta |
| ----------- | ------------------- |
| Austria     | 13                  |
| Germania    | 21                  |
| Svizzera    | 29                  |